# Florián Paucke
Florián Paucke (Winzig (en polaco: Wińsko), Silesia, 24 de septiembre de 1719 - Neuhaus (en checo: Jindřichův Hradec), Bohemia, 14 de julio de 1779) fue un misionero jesuita, quien trabajó principalmente entre los indios mocovíes y pintó las costumbres de la región.
El relato de sus vivencias durante su época misionera entre los indios mocovíes (publicado recién en 1944), es un valioso tipo de fuente histórica que ha sido denominada como "literatura del exilio", que son los escritos de los jesuitas que relataron sus experiencias misioneras en Europa luego de la expulsión de la Compañía de Jesús en 1767.

## Su obra escrita

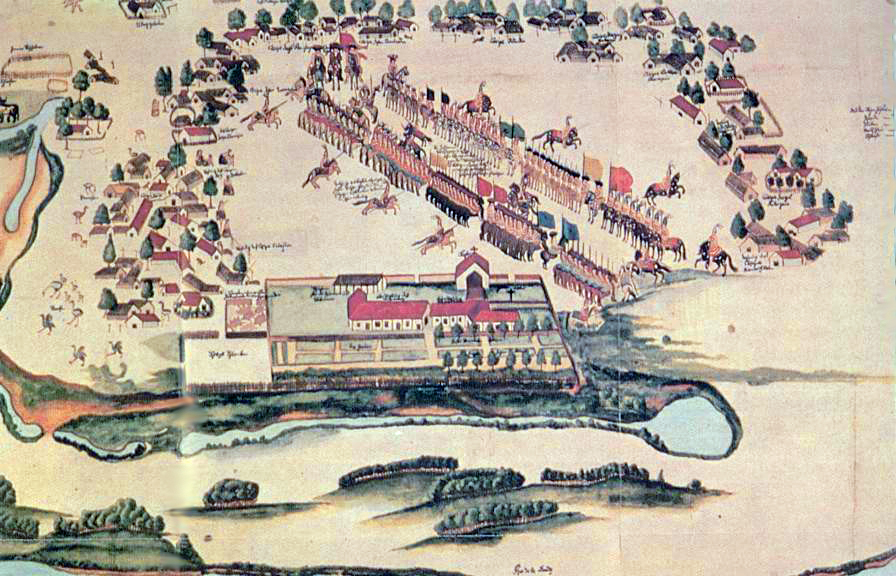
Jinetes armados en la explanada

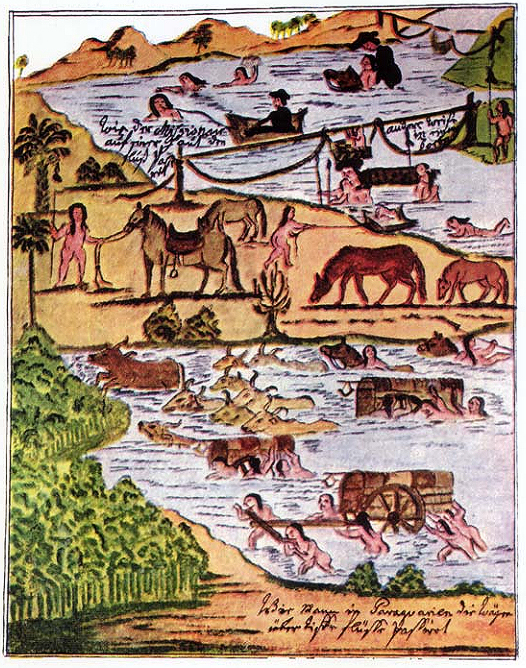
Jesuitas e indios cruzan un río

"El escrito de Florián Paucke, Hacia allá y para acá. Una estadía entre los indios Mocobíes, 1749-1767, constituye una obra fundamental para el conocimiento de la vida de los mocovíes durante el siglo XVIII ya que este misionero se hizo cargo de la administración de la reducción de San Javier en 1751 y colaboró también en la fundación de la reducción de San Pedro (1765) permaneciendo en las misiones mocovíes hasta la expulsión de la Orden. El manuscrito fue redactado entre 1778 y 1779 a pedido de los protectores de Paucke. Sin embargo, la extensión de la misma impidió su publicación. El original parece haberse extraviado, siendo una copia la que se conserva en el convento cisterciense de Zwettl (Austria), obra que consta de dos tomos con un total de 1146 páginas. La misma fue traducida al castellano y comentada por Edmundo Wernicke entre los años 1942 y 1944 gracias a Ricardo Staudt -"el mecenas" de esta empresa- y a la Universidad de Tucumán constituyendo el registro escrito e iconográfico más detallado sobre las costumbres de dichos grupos".
"Hacia allá y para acá, tiene como subtítulo "Hacia allá fuimos amenos y alegres, para acá volvimos amargados y entristecidos", una frase muy sugestiva. Como el nombre de este relato indica, la acción que se narra abarca desde la partida de Europa hacia tierras americanas, pasando por la estadía en América hasta el regreso al Viejo Continente tras la expulsión. Se trata de un relato cíclico que comienza con las peripecias de un viaje en ultramar para llegar hacia el destino prometido (misionar entre los indígenas) que queda trunco con la orden de partida de la Compañía. El tono de este relato -como los de los otros expulsos- está cargado de nostalgia y justificación de la empresa evangelizadora, donde la presencia en el terreno legitima el relato construido tanto a partir de las descripciones como de las imágenes iconográficas. También se observa un esfuerzo por remarcar los valores propios de la cristiandad y cómo se intentaron transmitir a los indígenas dentro del espacio de la reducción. Asimismo, el misionero muestra los aspectos de la vida mocoví que le resultaron más interesantes o aquellos que servían para justificar la acción misionera, mientras que los otros tópicos no son tan claros ya sea porque no pudo acceder a ellos (como el caso del chamanismo) o porque no le interesó mostrarlos (un ejemplo de esto es el de las actividades asociadas a las mujeres). A pesar de estas cuestiones, esta fuente es la más completas sobre los indígenas mocovíes tanto por la riqueza del texto como por su iconografía. Estas características permiten la identificación de las especies animales y vegetales utilizadas como alimento (...)."